# Lídia Guinart Moreno
Lídia Guinart Moreno (Santa Coloma de Gramenet, 30 de desembre de 1966) és una política catalana, periodista i escriptora, diputada al Congrés dels Diputats en la XI legislatura.
És llicenciada en Ciències de la Informació per la Universitat Autònoma de Barcelona (UAB), amb postgrau en periodisme digital per la Universitat Oberta de Catalunya i estudis de ciències polítiques per la UNED. Ha treballat com a periodista i escriptora. Secretària de política local del PSC-PSOE, a les eleccions municipals espanyoles de 2011 fou escollida regidora a l'ajuntament de Santa Coloma de Gramenet. De 2011 a 2015 fou segona tinent d'alcalde d'Economia, Hisenda, Planificació i Serveis Interns i regidora delegada de Polítiques d'Igualtat de Gènere, Innovació i Universitat.
Fou escollida diputada per la província de Barcelona a les eleccions generals espanyoles de 2015 i 2016.

## Obres[5]
- Soy mujer y pretendo trabajar (2003)
- Tú y yo...y nuestro hijo (2005)
- De madres a hijas (2007)